# Fotodiodo a valanga
Un fotodiodo a valanga, brevemente detto APD (dall'inglese Avalanche PhotoDiode),  è un particolare tipo di fotodiodo che funziona come sensore ottico in grado di riconoscere una determinata lunghezza d'onda e di trasformare questo evento in un segnale elettrico di corrente amplificandolo al suo interno. Dal punto di vista circuitale, il fotodiodo a valanga è quasi identico al fotodiodo.
I fotodiodi a valanga sono utilizzati come trasduttori di destinazione nelle fibre ottiche. Essi in questi casi generano correnti proporzionali al numero di fotoni che arriva dalla fibra ottica.

## Struttura
Un fotodiodo a valanga è sostanzialmente un fotodiodo particolare caratterizzato solitamente da 4 strati di semiconduttore drogati asimmetricamente. Abbiamo quindi, in sequenza, queste zone:
1. la zona p+, cioè una zona molto drogata con {\displaystyle {N_{a}}} accettori;
2. la zona intrinseca di semiconduttore che come nel fotodiodo PiN, serve a tenere quasi costante il campo elettrico, ad aumentare l'efficienza quantica e a diminuire la capacità di giunzione;
3. la zona p, una zona drogata con {\displaystyle {N_{a}}} accettori, ma in quantità inferiore alla prima;
4. la zona n+, zona caratterizzata dalla presenza di molti atomi {\displaystyle {N_{d}}} donatori.

La terza zona, o zona p, rappresenta la parte fondamentale del fotodiodo a valanga, perché permette l'effetto moltiplicativo o di guadagno delle cariche. In pratica, le cariche primarie prodotte nella zona intrinseca per effetto fotoconduttivo, creano un effetto valanga che genera un numero elevato di cariche secondarie. Queste cariche secondarie quindi saranno quelle che generano la corrente prodotta dal fotodiodo.

## Parametri di efficienza
Nel valutare i fotodiodi a valanga si utilizzano sempre due parametri di efficienza per valutare e compararne le prestazioni: il fattore moltiplicativo random e il fattore di rumore in eccesso.
M - Fattore moltiplicativo randomIl random multiplication factor M è il rapporto tra il numero di EHP secondarie generate e il numero di EHP primarie ottenute per fotoconduttività. Spesso il fattore M viene anche chiamato guadagno del fotodiodo.
F - Fattore di rumore in eccessoL'excess noise factor F è il rapporto tra la media del quadrato di M e il quadrato della media di M.
Anch'essa ha un'equazione che la definisce:
Esiste una relazione tra i parametri di efficienza per cui:

{\displaystyle F={\bar {M}}^{x}}
Dove x dipende dal tipo di materiale drogante presente nella zona intrinseca.